# Port Orchard
Port Orchard ist die Kreisstadt des Kitsap County, Washington in den Vereinigten Staaten.
Laut US Census hat die Stadt 15.587 Einwohner. (Stand: Volkszählung 2020)

## Lage
Port Orchard liegt 13 Meilen westlich von West Seattle und ist mit Seattle und Vashon Island über die Washington State Ferries nach Southworth verbunden.